# Hrabstwo Marinette
Hrabstwo Marinette (ang. Marinette County) – hrabstwo w stanie Wisconsin w Stanach Zjednoczonych.
Obszar całkowity hrabstwa obejmuje powierzchnię 1550,07 mil² (4014,66 km²). Według szacunków United States Census Bureau w roku 2009 miało 41 968 mieszkańców. Jego siedzibą administracyjną jest Marinette.
Hrabstwo zostało utworzone z Oconto w 1879.
Na obszarze hrabstwa znajdują się rzeki Little Peshtigo, Menominee, Pewmebonwon, Peshtigo, Pike, Rat, Thunder i Wausaukee oraz 442 jezior.

## Miasta
- Amberg
- Athelstane
- Beaver
- Beecher
- Dunbar
- Goodman
- Grover
- Lake
- Middle Inlet
- Marinette
- Niagara – city
- Niagara – town
- Pembine
- Peshtigo – city
- Peshtigo – town
- Porterfield
- Pound
- Silver Cliff
- Stephenson
- Wagner
- Wausaukee

## Wsie
- Coleman
- Crivitz
- Pound
- Wausaukee

## CDP
- Amberg
- Dunbar
- Goodman
- Pembine